# 소피안 암라바트
소피안 암라바트(Sofyan Amrabat, 1996년 8월 21일 ~ )는 모로코의 축구 선수로, 현재 튀르키예 쉬페르리그의 페네르바흐체에서 미드필더로 뛰고 있다.

## 여담
그의 형은 노르딘 암라바트다.

## 경력

#### 페예노르트
- KNVB컵 : 2017-18
- 요한 크라위프 스할 : 2017, 2018

#### 클뤼프 브뤼허
- 벨기에 프로 리그 : 2019-20

#### 맨체스터 유나이티드
- FA컵 : 2023-24

#### 모로코
- FIFA 월드컵 4위 : 2022

### 개인
- 모로코 왕국 공로장 : 2022[1]
- 에레디비시 이 달의 선수 : 17년 11월
- 베로나 올해의 선수 : 2019-20